# Tevin Campbell
Tevin Jermod Campbell (Waxahachie, 12 novembre 1976) è un cantante e pianista statunitense.

## Biografia
Afroamericano del Texas, cominciò a cantare da ragazzo e nel 1988 firmò un contratto discografico con la Warner Bros. Records. Collaborò con Quincy Jones nel brano Tomorrow (A Better You, Better Me), presente nell'album Back on the Block (1989).
Nel suo album discografico di debutto T.E.V.I.N., uscito nel 1991, Quincy Jones apparve nel ruolo di produttore esecutivo. Il disco contenente la hit Tell Me What You Want Me to Do, venne certificato disco di platino dalla RIAA.
Nel 1993 uscì il suo secondo disco I'm Ready, contenente tra gli altri il brano omonimo che riscosse una buona accoglienza. Ha fatto seguito Back to the World (1996), album che ebbe un successo inferiore rispetto ai due precedenti.
Ha lavorato anche come attore, sia pure occasionalmente, comparendo nel film di Prince Graffiti Bridge (1990) e in alcune produzioni televisive come Willy, il principe di Bel-Air (1991) e Moesha (1999).
Ha anche cantato le canzoni Stand Out e Eye-To-Eye per il film Disney In Viaggio Con Pippo, nel 1995.

## Discografia

### Album in studio
- 1991 – T.E.V.I.N.
- 1993 – I'm Ready
- 1996 – Back to the World
- 1999 – Tevin Campbell

### Raccolte
- 1994 – A Tribute to Curtis Mayfield
- 1994 – Gift from Tevin
- 2001 – The Best of Tevin Campbell